# Ödeshög
Ödeshög ( ouça a pronúncia) é uma pequena cidade sueca situada na província da Östergötland.

Está situada na proximidade da margem leste do lago Vättern, a 62 km da cidade de Linköping.

Esta velha cidade é conhecida pelo seu património histórico e turístico.
Tem uma área de 2,39 km² e uma populacão de 2 711 habitantes (2021)

É a sede da comuna de Ödeshög, pertencente ao condado de Östergötland.

## Etimologia
A cidade está mencionada como a aldeia paroquial de Ödhishögh, em 1318, sendo Ödhir um nome masculino e hög um sítio alto.

## Comunicações
A estrada europeia E4 (Haparanda-Helsingborg) passa pelo sudeste de Ödeshög, e a estrada nacional 50 (Jönköping-Söderhamn) atravessa a cidade.

## Património histórico, cultural e turístico
- Pedra de Rök
- Convento de Alvastra
- Montanha de Omberg
- Lago Tåkern

## Personalidades ligadas aÖdeshög
- Klas Ingesson - futebolista e treinador de futebol (1968-2014)